# Keyham
Keyham is een civil parish in het bestuurlijke gebied Harborough, in het Engelse graafschap Leicestershire met 124 inwoners.